# 青龙湾固沙林自然保护区
青龙湾固沙林自然保护区，又名青北森林公园，位于天津市宝坻区，2006年2月20日建立，总面积230公顷，主要由人工林和自然自生林组成。其拥有植物种类118种，兽类14种，鸟类139种。2018年，被划入生态保护红线。